# Antej
Antej (grško Antaios) je v grški mitologiji velikan; sin Gaje.
Mati mu je dala sposobnost, da se mu je vrnila moč, takoj ko se je dotaknil zemlje. Heraklej ga je ubil tako, da ga je vzdignil od tal in ga zadavil.